# Синовенатор
Синовенатор (Sinovenator)— род троодонтидов из раннего мелового периода. Обитал на территории современного Китая.

## История открытия
Скелеты двух особей были найдены и описаны в 2002 году. Сюй Син назвал новый вид Sinovenator changii. У образцов скелетов синовенаторов хорошо сохранились черепа. В 2006 году Сюй Син сообщил, что были найдены ещё сотни неописанных скелетов.
Синовенатор является базальным троодонтидом, а также разделяет особенности дромеозавридов и древних птиц. Возможно, он связывает дромеозавридов, троодонтидов и древних птиц в группу Paraves.
Типовым образцом или голотипом Sinovenator changii является IVPP 12615, частичный череп и расчленённый скелет. Дополнительный образец был в оригинальной публикации научно описан и обозначен как паратип вида: неполный, но четко выраженный посткраниальный скелет, пронумерованный IVPP 12583. Был передан третий образец: IVPP V14322, фрагментарный скелет. Все трое находятся в коллекции IVPP в Пекине, Китай. Тем не менее, окаменелости Sinovenator, как представляется, распространены в пластах Lujiatun. В 2006 году в обзоре Jehol Biota Сюй и Норелл сообщили, что известны сотни неописанных образцов.